# منطقه حفاظت‌شده خائیز
منطقهٔ حفاظت‌شدهٔ کوه خیز و کوه سرخ که منطقه حفاظت‌شده خائیز نیز نامیده می‌شود، یک منطقهٔ حفاظت‌شده با مساحت ۳۰۵۵۸ هکتار است که در استان کهگیلویه و بویراحمد در ایران قرار دارد. این منطقهٔ حفاظت‌شده طبق مصوبهٔ شمارهٔ ۶۵۵ در تاریخ ۲۳/ ۱۳۷۷/۱۰ در فهرست مناطق تحت حفاظت سازمان محیط زیست ایران قرار گرفت.

## موقعیت جغرافیایی
منطقه حفاظت شده خائیز در غرب استان کهگیلویه و بویراحمد و در محدوده شهرستان کهگیلویه قرار دارد. بخشی از این منطقه از لحاظ جغرافیایی در حوزه شهرستان گچساران و بخشی دیگر در محدوده شهرستان بهبهان در استان خوزستان واقع شده است و از لحاظ مدیریت یکپارچه تحت مدیریت محیط زیست شهرستان کهگیلویه در استان کهگیلویه و بویراحمد است.

## تاریخچه حفاظت
منطقه حفاظت‌شده کوه خیز و کوه سرخ (خائیز) در سال ۱۳۷۷ با توجه به نقش محیط زیستی و بوم‌شناسی منطقه در جادادن گونه‌های جانوری و شکاری، به‌عنوان منطقه حفاظت‌شده معرفی شد.

## حیات وحش
شاخص‌ترین گونه جانوری این منطقه کل و بز است که با جمعیت بسیار مناسبی در کوهستان‌های خائیز حضور دارند و این منطقه حفاظت‌شده به گونه حیات وحش کل و بز معروف است. دیگر گونه‌های جانوری منطقه شامل گرگ، گراز، کفتار، شغال، جوجه تیغی، کاراکال (سیاه گوش)، پلنگ، سنجاقک و انواع خزندگان است. این منطقه پرندگانی مانند کبک، تیهو، شاهین، بحری، عقاب، بلوط‌خور و سارگپه را نیز در خود اسکان داده است.